# Julián Chaves Palacios
Julián Chaves Palacios (1957) és un historiador espanyol, professor d'Història Contemporània de la Universitat d'Extremadura, autor de diverses obres i publicacions sobre la Guerra Civil espanyola.
Va dedicar la seva tesi doctoral Sublevación militar, represión “sociopolítica” y lucha guerrillera en Extremadura. La Guerra Civil en la provincia de Cáceres (1992) a la situació en la província de Càceres durant 1936. També és autor de títols como La represión en la provincia de Cáceres durante la guerra civil (1936-1939) (1995) La Guerra Civil en Navas del Madroño: los fusilamientos de las navidades de 1937 (1993), en el qual estudia l'afusellament per part de les autoritats del bàndol rebel de més de 200 republicans en un episodi de la Guerra Civil.
Ha dirigit i coordinat obres col·lectives com Historia y memoria de la Guerra Civil en Extremadura: Badajoz en agosto de 1936 (2006), La larga memoria de la dictadura en Iberoamérica. Argentina, Chile y España (2010), o Proyecto de recuperación de la Memoria Histórica d'Extremadura: balance de una década (2003-2013). Investigación de la guerra civil y el franquismo (2014).